# Leopold Cassella

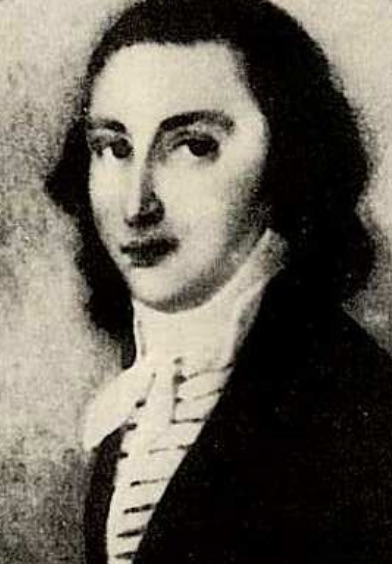
Leopold Cassella

Leopold Cassella (* 8. Dezember 1766 als David Löb Caßel in Friedberg; † 25. März 1847 in Frankfurt am Main) war ein deutscher Kaufmann und Unternehmer.
Cassella entstammte einer jüdischen Familie in Friedberg, die in der dortigen Burg ein stattliches Gebäude besaß. Sein Vater war Hoffaktor des Weimarschen Hofs in Frankfurt. Am 13. November 1798 heiratete Leopold Nannette Reiß, die Tochter des Frankfurter Seidenhändlers Elias Löb Reiß, und eröffnete gemeinsam mit seinem Schwager Isaac Elias Reiß den Spezereiwarenhandel Caßel & Reiß in der Frankfurter Judengasse. Mit der Aufhebung des Ghettos 1806 verlegte er sein Geschäft in die Schnurgasse in der Altstadt. Im Jahre 1807 stiftete er mit anderen Frankfurtern vornehmlich jüdischen Glaubens die Freimaurerloge „Zur aufgehenden Morgenröte“. Sie war die erste deutsche Loge mit nahezu ausschließlich jüdischen Mitgliedern.
Am 17. Februar 1812 erwarb er das Frankfurter Bürgerrecht und änderte seinen Namen in Leopold Cassella, die Firma des Unternehmens lautete allerdings bis 1819 weiterhin unverändert Caßel & Reiß. Bereits am 30. Oktober 1812 erhielt er von Großherzog Karl Theodor von Dalberg  die Produktionsgenehmigung für eine Zuckerraffinerie. Er erweiterte sein Geschäft, das er ab 1820 allein betrieb, kontinuierlich, unter anderem um den Handel mit Färbemitteln.
Da seine Ehe kinderlos blieb, nahm er Rosette Goldschmidt, die Tochter seiner Schwester in die Familie auf und zog sie wie ein eigenes Kind auf. 1828 heiratete diese seinen bereits 1822 ins Unternehmen eingetretenen Prokuristen Ludwig Aaron Gans, der damit zum Teilhaber des Unternehmens wurde. Gemeinsam begründeten sie das Handelshaus Leopold Cassella & Co.
Cassella starb am 25. März 1847 und wurde auf dem Alten Jüdischen Friedhof an der Rat-Beil-Straße begraben. Gans führte das Unternehmen Leopold Cassella & Co. als Alleininhaber weiter. Seine Söhne Friedrich (Fritz) und Leo Gans und seine Enkel Arthur von Weinberg und Carl von Weinberg gehörten zu den bedeutendsten Unternehmerpersönlichkeiten Frankfurts. Aus ihren Unternehmungen ging 1870 die Cassella Farbwerke Mainkur AG hervor.